# 競馬場前停留場
競馬場前停留場（けいばじょうまえていりゅうじょう）は、北海道函館市駒場町12番地先にある函館市企業局交通部（函館市電）湯の川線の停留場である。駅番号はDY05。
函館馬車鉄道時代から存在し、競馬場のアクセス目的で設置された駅・停留所としては日本最古である。

## 歴史
- 1898年（明治31年）12月12日：競馬場前停留場として開業[2]。
- 時期不明：一旦廃止[3]。
- 1950年（昭和25年）11月22日：競馬場前停留場として再開業[3]。
- 2009年（平成21年）11月18日：バリアフリー化工事完了に伴い、旧停留所から見て交差点を挟んだ向かいに移設[4]。

## 構造
- 2面2線の相対式。
- 2009年の新築・移転（後述）[4]に伴って、ホーム幅を拡幅したスロープ付のバリアフリーのホームとなり、合わせて上屋・防風板・ロードヒーティングも設置された。

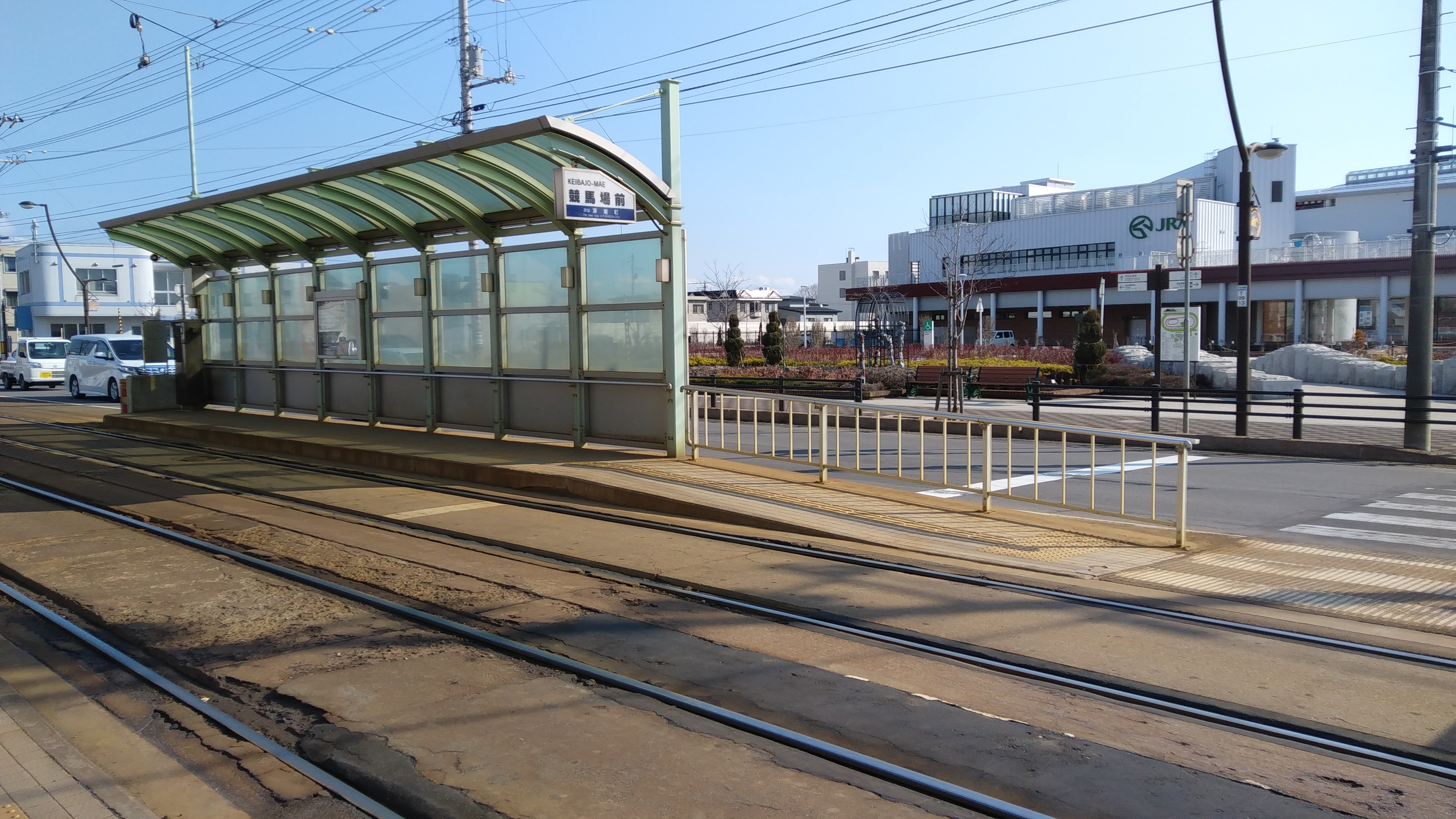
競馬場前停留所（往線乗り場・五稜郭方向）
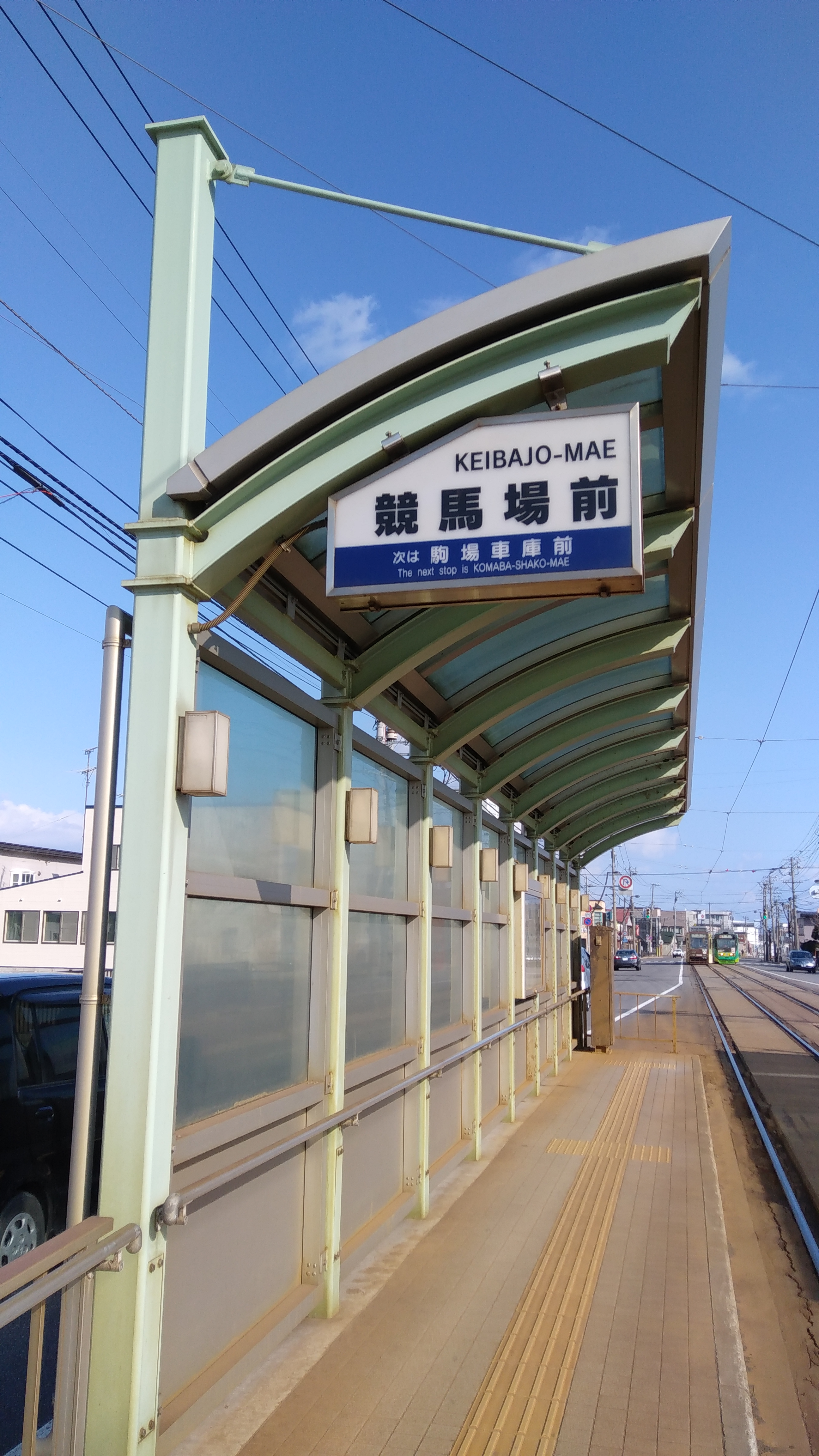
上屋・防風板
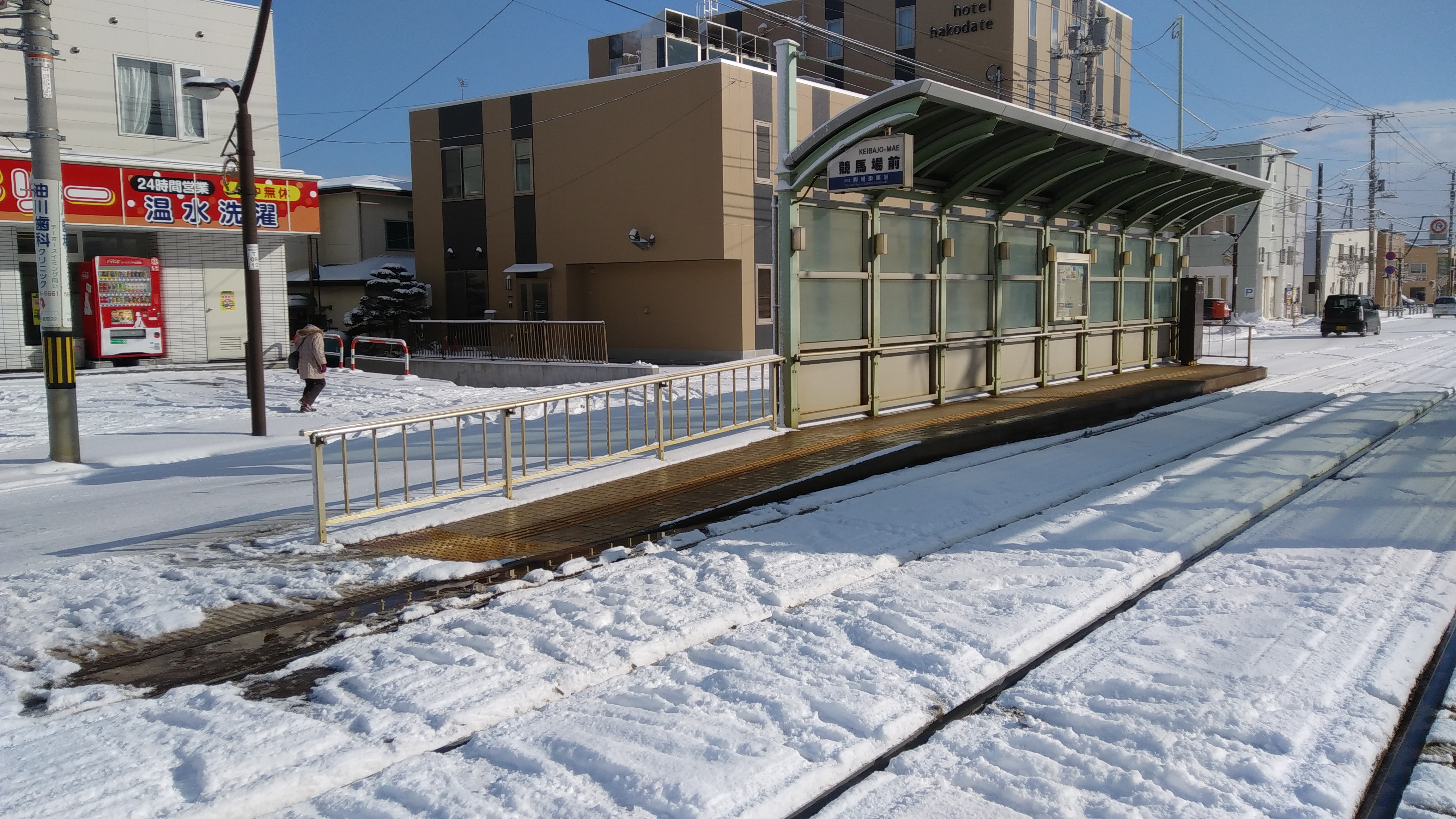
競馬場前停留場・ロードヒーティングの稼働状況（2017年12月撮影）
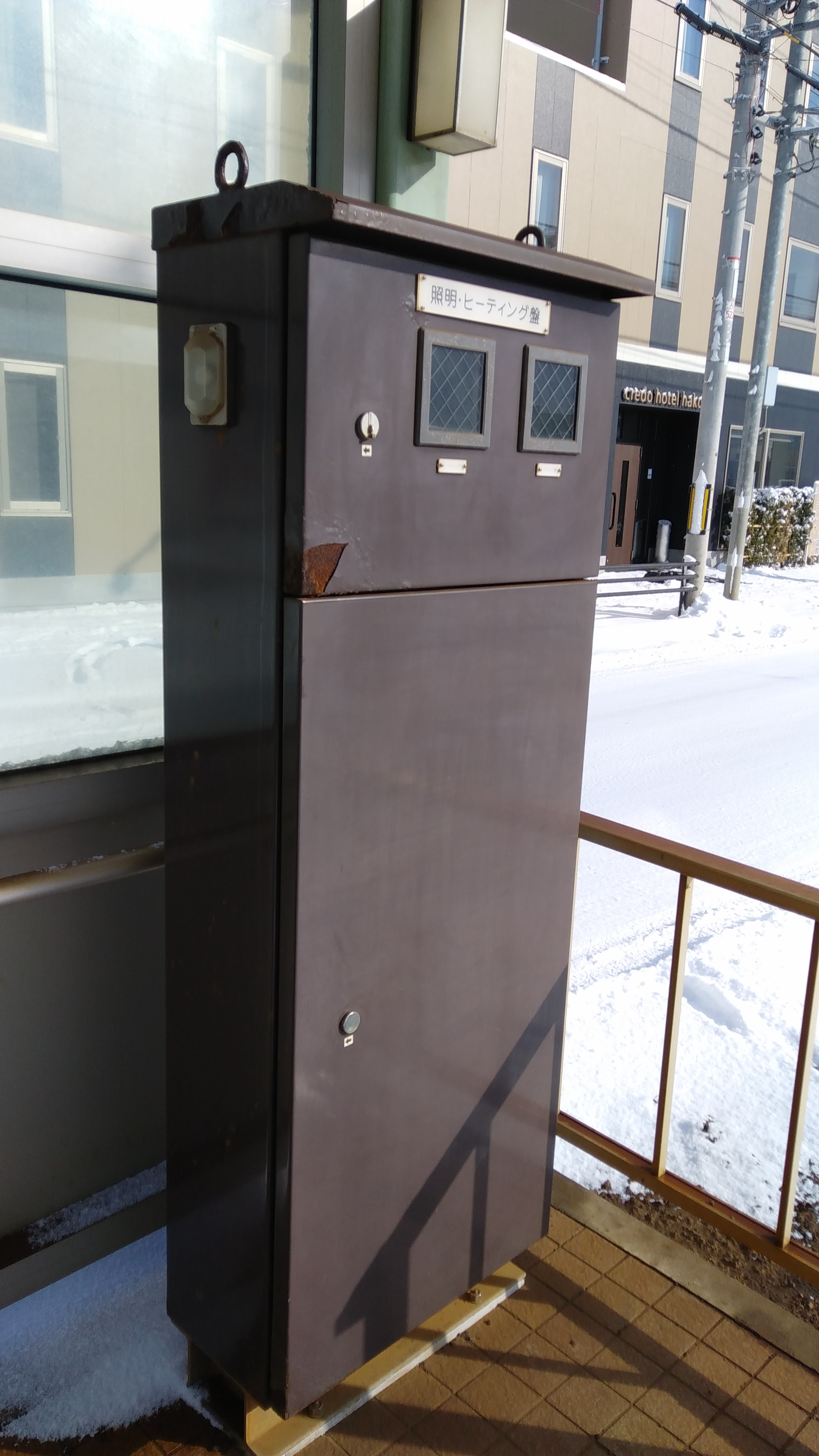
競馬場前停留場・照明とロードヒーティングの制御盤（2017年12月撮影）
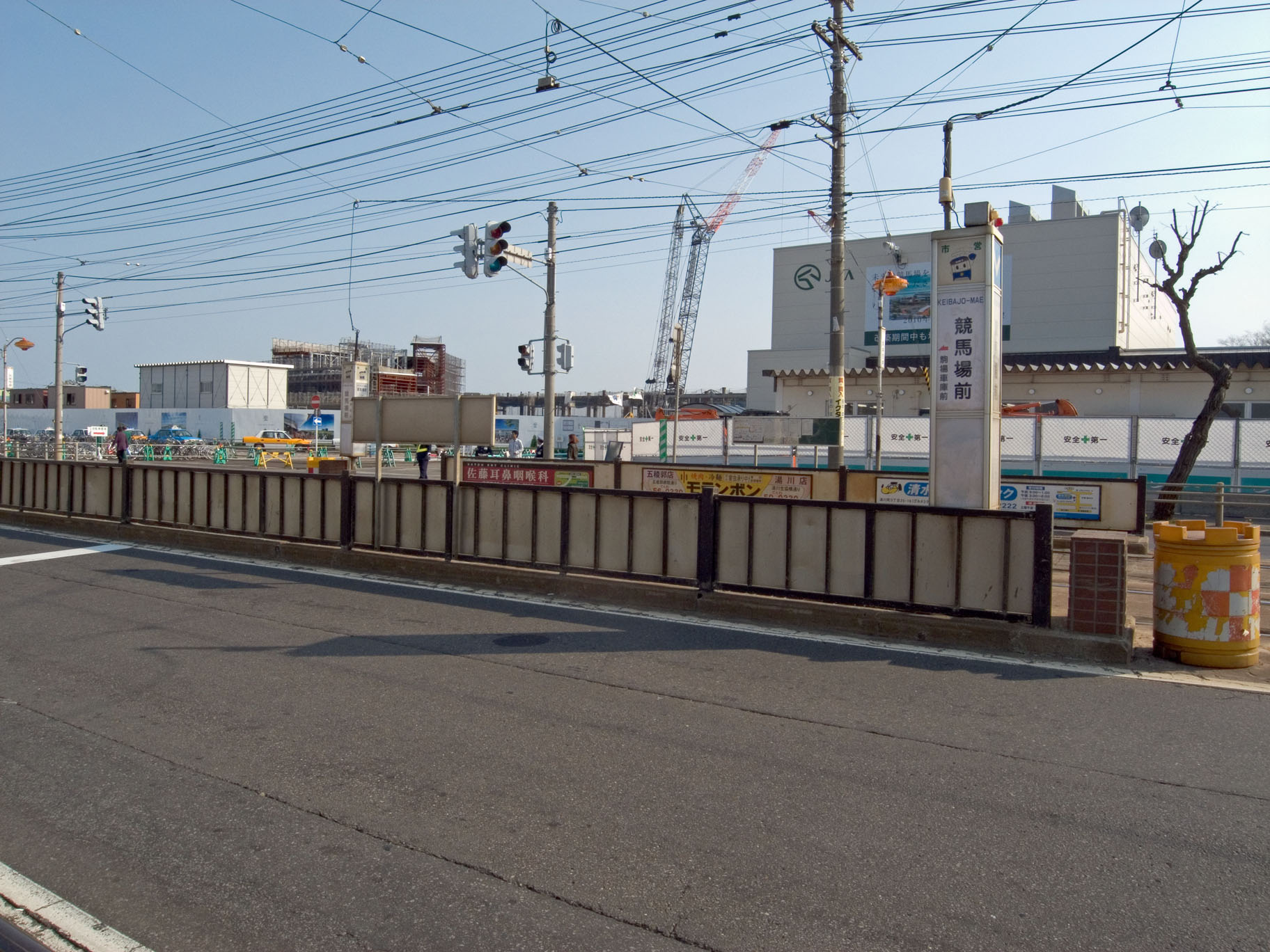
以前の競馬場前停留場（2009年5月）

## 周辺
- 函館中央警察署駒場交番
- 函館深堀郵便局
- 北海道道83号函館南茅部線
- 函館競馬場
- JRAスポーツプラザ
- 北海道函館聾学校
- 函館市立深堀中学校
- 函館バス「競馬場前」停留所：市電 - 函館バス間の乗継指定停留所となっている[5][6]

## 隣の停留場
函館市企業局交通部
湯の川線
駒場車庫前停留場 (DY04) - 競馬場前停留場 (DY05) - 深堀町停留場 (DY06)